# 208196 Matthiashahn
208196 Matthiashahn este o planetă minoră (asteroid), cu un diametru de 4,58 km, din centura de asteroizi. A fost descoperită pe 27 august 2000 la Observatorio de Cerro Tololo⁠(d) (cod MPC 807) de Marc Buie⁠(d).
Asteroidul este numit în onoarea lui Matthias K. Hahn (n. 1984), un cercetător german specializat în știința planetară.
Obiectul prezintă o orbită caracterizată de o semiaxă mare de 3,1583832410769 UAi, o excentricitate de 0,16743082827013, o înclinație de 2,5092267397127 ° în raport cu ecliptica. Centura principală, zona Tholen "THM" (Themis) Magnitude absolută (H): ~14.3